# خدا نگهدار ملکه باد (ترانه)
«خدا نگهدار ملکه باد» (به انگلیسی: God Save the Queen) یکی از ترانه‌های گروه پانک راک سکس پیستولز است.
«خدا نگهدار ملکه باد» دومین تک‌آهنگ تنها آلبوم گروه، Never Mind the Bollocks بود که در سال ۱۹۷۷ روانهٔ بازار شد. این ترانه که نام‌اش را سرود ملی بریتانیا گرفته بود و هم‌زمان با برگزاری جشن‌های ۲۵مین سالگرد تاج‌گذاری الیزابت دوم منتشر شد، ملکه را یک جاذبهٔ پیش پا افتادهٔ توریستی، فاشیست و دست‌نشاندهٔ بی‌اختیار پیر خطاب می‌کند و در بخشی از ترانه هم گفته می‌شود که «او هیچگاه آدم نبوده‌است».
اما در لایهٔ عمیق‌تر شعر، جانی روتن به برخی از محبوب‌ترین مفاهیم میهن‌پرستانهٔ انگلیسی‌ها حمله می‌کند؛ او خاندان سلطنتی را بی‌ربط و بی‌فایده می‌خواند و بریتانیا را کشوری رو به زوال معرفی می‌کند که به گذشتهٔ امپریالیستی فاسد خود چسبیده و دوران تاریک و سیاهی که در انتظار نسل جوان‌تر آن کشور است را نادیده می‌گیرد.
در زمان انتشار «خدا نگهدار ملکه باد» شعر ترانه همانند روی جلد تک‌آهنگ بحث‌برانگیز شد و هم بی‌بی‌سی، هم آی‌بی‌اِی از پخش آن سر باز زدند. تک‌آهنگ در زمان انتشارش تا ردهٔ دوم جدول پرفروش‌ترین تک‌آهنگ‌های بریتانیا صعود کرد و ردهٔ نخست جدول پرفروش‌ترین‌های مجلهٔ اِن‌اِم‌ای را به‌خود اختصاص داد. موضوع دوم شدن ترانه در چارت بریتانیا با توجه به معیار بودن بی‌بی‌سی برای رده‌بندی آن جدول-بحث‌برانگیز شد و صحبت‌هایی مبنی بر جلوگیری از شماره ۱ شدن این تک‌آهنگ پیش‌آمد. در مارس سال ۲۰۰۱ وب‌گاه بی‌بی‌سی نوشت که «علی‌رغم تحریم بی‌بی‌سی، «خدا نگهدار ملکه باد» در سال ۱۹۷۷ به ردهٔ نخست جدول پرفروش‌ترین‌ها رسیده بوده‌است.